# تیم رنویک

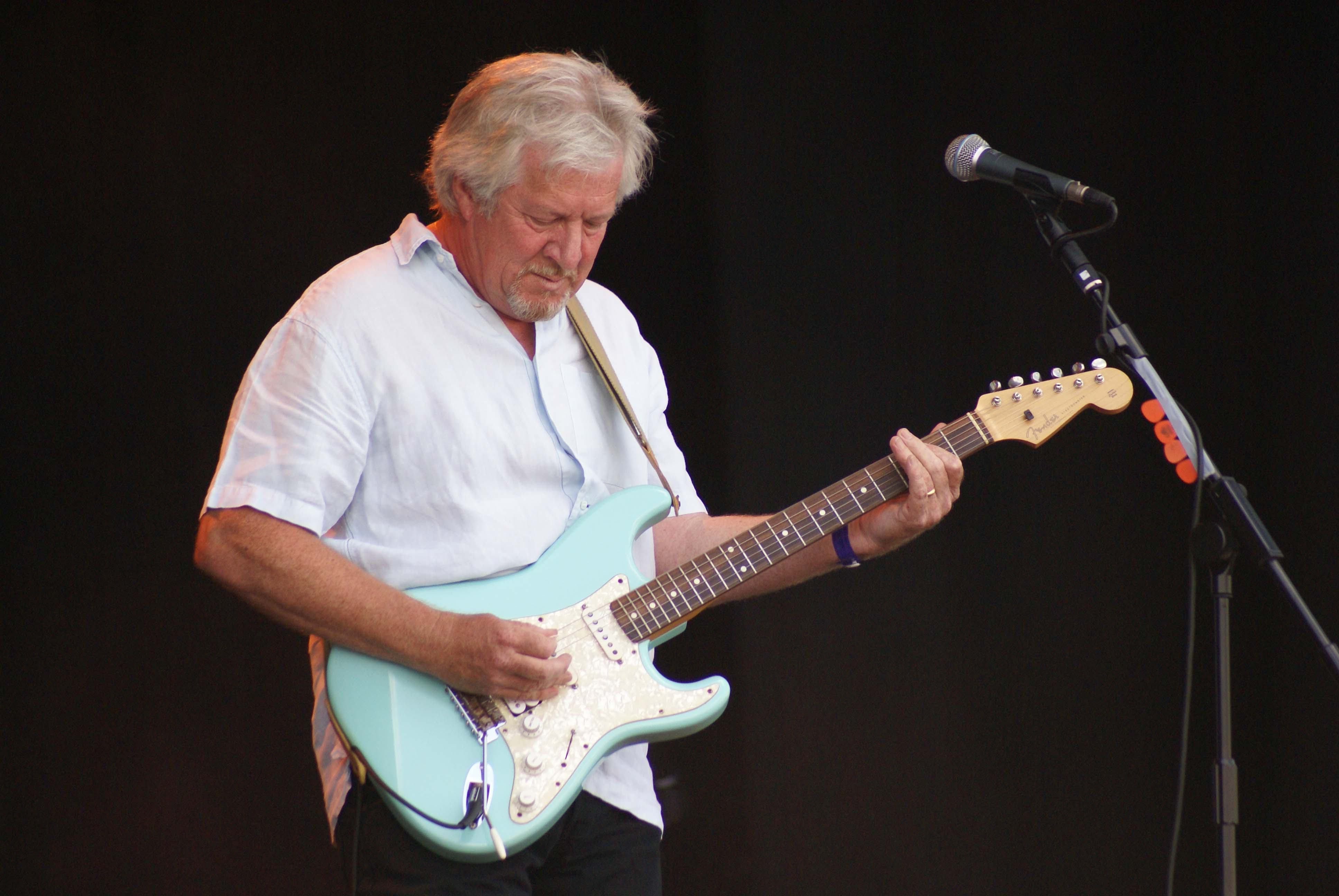
تیم رنویک در ۲۰۰۷

تیم رنویک (به انگلیسی: Tim Renwick) زاده (۷ اوت ۱۹۴۹) گیتارنواز اهل انگلیس است.وی نواختن گیتار را در دههٔ ۶۰ میلادی آغاز کردو با هنرمندانی نظیر التون جان،آلن پارسونز،راجر واترز،پینک فلوید،دیوید بویی،مایک اولدفیلد،اریک کلپتون همکاری داشته‌است و به صورت انفرادی نیز آلبوم سولوهایی را منتشر کرده‌است.